# Aechmea roberto-seidelii
Aechmea roberto-seidelii é uma espécie de  planta do gênero Aechmea e da família Bromeliaceae. É um sinônimo de Aechmea guarapariensis.

## Taxonomia
A espécie foi descrita em 1972 por Edmundo Pereira.

## Forma de vida
É uma espécie terrícola e herbácea.

## Conservação
A espécie faz parte da Lista Vermelha das espécies ameaçadas do estado do Espírito Santo, no sudeste do Brasil. A lista foi publicada em 13 de junho de 2005 por intermédio do decreto estadual nº 1.499-R.

## Distribuição
A espécie é endêmica do Brasil e encontrada no estado brasileiro do Espírito Santo.
A espécie é encontrada no domínio fitogeográfico de Mata Atlântica, em regiões com vegetação de floresta ombrófila pluvial e restinga.